# Merrilliobryum tanianum
Merrilliobryum tanianum là một loài Rêu trong họ Fabroniaceae. Loài này được D.H. Norris, T.J. Kop. & W.R. Buck mô tả khoa học đầu tiên năm 2008.